# Linus Thörnblad
Karl Linus Thörnblad (Lund, 6 marzo 1985) è un altista svedese.

## Biografia
Il suo miglior risultato in carriera è stata la medaglia di bronzo ai Campionati mondiali indoor di Mosca 2006. A livello giovanile, oro europeo tra gli under 23 e bronzo juniores, mentre a livello mondiale era stato, già nel 2002, medaglia d'oro alla Gymnasiadi

## Palmarès
| Anno | Manifestazione    | Sede       | Evento        | Risultato | Prestazione | Note |
| ---- | ----------------- | ---------- | ------------- | --------- | ----------- | ---- |
| 2002 | Mondiali juniores | Kingston   | Salto in alto | 17º       | 2,15 m      |      |
| 2003 | Europei juniores  | Tampere    | Salto in alto | Bronzo    | 2,23 m      |      |
| 2004 | Mondiali juniores | Grosseto   | Salto in alto | 4º        | 2,21 m      |      |
| 2004 | Olimpiadi         | Atene      | Salto in alto | 24º       | 2,20 m      |      |
| 2005 | Europei indoor    | Madrid     | Salto in alto | 20º       | 2,18 m      |      |
| 2005 | Europei under 23  | Erfurt     | Salto in alto | 10º       | 2,21 m      |      |
| 2006 | Mondiali indoor   | Mosca      | Salto in alto | Bronzo    | 2,33 m      |      |
| 2006 | Europei           | Göteborg   | Salto in alto | 4º        | 2,34 m      |      |
| 2007 | Europei indoor    | Birmingham | Salto in alto | Argento   | 2,32 m      |      |
| 2007 | Europei under 23  | Debrecen   | Salto in alto | Oro       | 2,24 m      |      |
| 2007 | Mondiali          | Osaka      | Salto in alto | 15º       | 2,16 m      |      |
| 2008 | Olimpiadi         | Pechino    | Salto in alto | 26º       | 2,20 m      |      |
| 2009 | Europei indoor    | Torino     | Salto in alto | 20º       | 2,17 m      |      |
| 2009 | Mondiali          | Berlino    | Salto in alto | 5º        | 2,23 m      |      |
| 2010 | Europei           | Barcellona | Salto in alto | 4º        | 2,29 m      |      |